# Caesar (videogioco)
Caesar è un videogioco manageriale strategico in tempo reale sviluppato da Impressions Games e distribuito da Sierra On-line nel 1993. È il "capostipite" della serie Caesar.
Dopo la pubblicazione dei capitoli successivi della serie, il gioco è stato messo a disposizione liberamente e gratuitamente da parte della Sierra Entertainment per chi lo volesse scaricare. Una versione aggiornata chiamata Caesar Deluxe è uscita per Amiga nel 1993. Inoltre, il gioco è stato capostipite di un'omonima serie che, oltre che a tre sequel, contiene anche tre spin-off.

## Ambientazione e storia
L'azione del gioco si svolge al tempo dell'antica Roma, ed il suo scopo in breve consiste nell'edificare e difendere una città. Differenze notevoli con SimCity sono la presenza dell'esercito nel gioco, e la simulazione di temi e strutture dettagliatamente accurate in termini storici.

## Sequel e spin-off
Il tema Caesar è stato sviluppato ed ampliato nelle altre edizioni del gioco nei sequel diretti Caesar II (1995), Caesar III (1998) e Caesar IV (2006), e negli spin-off Faraon (1999), Signore dell'Olimpo - Zeus (2001) ed Emperor: La nascita dell'Impero Cinese (2002), ambientati rispettivamente nell'Antico Egitto (dal periodo Predinastico al Nuovo Regno), nell'Antica Grecia (con campagne che narrano della Guerra di Troia o dell'esodo dei Troiani verso la futura Roma, ma anche le avventure di eroi come Eracle e Giasone), e nell'Antica Cina (dalla dinastia Xia a quelle Song e Jīn). Il 1º gennaio 2006 ne è stata messa in commercio anche una versione per telefono cellulare.

## Accoglienza
Secondo Sierra On-Line, il gioco ha venduto oltre 400 000 copie a fine maggio 1996. Sia il capostipite che il suo seguito sono stati classificati, nel 1997, al 96º posto tra i migliori videogiochi per computer di sempre da PC Gamer (Regno Unito).